# NGC 550
NGC 550 је спирална галаксија у сазвежђу Кит која се налази на NGC листи објеката дубоког неба.
Деклинација објекта је + 2° 1' 20" а ректасцензија 1h 26m 42,4s. Привидна величина (магнитуда) објекта NGC 550 износи 12,7 а фотографска магнитуда 13,6. NGC 550 је још познат и под ознакама UGC 1021, MCG 0-4-146, CGCG 385-139, PGC 5374.